# Bình Giã
Bình Giã là một xã thuộc Thành phố Hồ Chí Minh, Việt Nam.

## Địa lý
Xã Bình Giã nằm ở trung tâm huyện Châu Đức, có vị trí địa lý:
- Phía đông giáp xã Bình Trung
- Phía tây giáp thị trấn Ngãi Giao
- Phía nam giáp các xã Bình Ba và Đá Bạc
- Phía bắc giáp các xã Bàu Chinh và Quảng Thành.

Xã có diện tích 18,93 km², dân số năm 1999 là 9.782 người, mật độ dân số đạt 517 người/km².

## Lịch sử
Sau năm 1975, Bình Giã là một xã thuộc huyện Châu Thành cũ.
Ngày 2 tháng 6 năm 1994, xã Bình Giã thuộc huyện Châu Đức mới thành lập.
Ngày 23 tháng 7 năm 1999, Chính phủ ban hành Nghị định số 57/1999/NĐ-CP. Theo đó, thành lập xã Bình Trung trên cơ sở 1.662 ha diện tích tự nhiên và 6.376 người của xã Bình Giã.
Sau khi điều chỉnh địa giới hành chính, xã Bình Giã còn lại 1.893 ha diện tích tự nhiên và 8.730 người.